# KNN 날씨와 건강
《KNN 날씨와 건강》은 대한민국 KNN에서 평일 저녁 6시 40분에 방송되는 KNN의 저녁 날씨와 생활정보 프로그램이다.

## 기획 의도 / 개요
- KNN의 2019년 새해 개편으로 2019년 1월 1일부터 매일 저녁 6시에 신설되어 10분간 방송되었으며, 2019년 4월 15일부터 매일 오후 5시 55분으로 변경되었고, 2019년 5월 13일부터 매일 저녁 6시로 환원되었으며, 2020년 3월 30일부터 매일 오후 5시 50분으로 변경되었다. 이후 2020년 4월 20일부터 매일 저녁 6시로 환원되었고, 2020년 9월 21일부터 매일 오후 5시 50분으로 환원되었으며 2021년 8월 16일부터 매일 저녁 6시 40분으로 변경되었고, 2025년 12월 31일에 종영되면서 KNN 뉴스투데이로 대체되었다.

## 방송 시간
| 방송 채널 | 방송 기간                         | 방송 시간                                |
| --------- | --------------------------------- | ---------------------------------------- |
| KNN       | 2019년 1월 2일 ~ 2019년 4월 12일  | 평일 저녁 6시 ~ 6시 10분 (10분)          |
| KNN       | 2019년 5월 13일 ~ 2020년 3월 27일 | 평일 저녁 6시 ~ 6시 10분 (10분)          |
| KNN       | 2020년 4월 20일 ~ 2020년 9월 18일 | 평일 저녁 6시 ~ 6시 10분 (10분)          |
| KNN       | 2019년 4월 15일 ~ 2019년 5월 10일 | 평일 오후 5시 55분 ~ 저녁 6시 5분 (10분) |
| KNN       | 2020년 3월 30일 ~ 2020년 4월 17일 | 평일 오후 5시 50분 ~ 저녁 6시 (10분)     |
| KNN       | 2020년 9월 21일 ~ 2021년 8월 13일 | 평일 오후 5시 50분 ~ 저녁 6시 (10분)     |
| KNN       | 2021년 8월 17일 ~ 2022년 9월 30일 | 평일 저녁 6시 40분 ~ 6시 50분 (10분)     |

## 진행자
- 이해리 아나운서 (여)

## 역대 진행자
| 역대 | 진행자          | 진행 기간                        | 비고  |
| ---- | --------------- | -------------------------------- | ----- |
| 1대  | 이해리 아나운서 | 2019년 1월 2일 ~ 2022년 9월 30일 | [ 1 ] |

## 타이틀 변천사
현재 타이틀은 1995년 5월 14일을 기준으로 한다.
| 역대 | 타이틀          | 방송 기간                         |
| ---- | --------------- | --------------------------------- |
| 1대  | PSB 날씨와 건강 | 1995년 5월 14일 ~ 2006년 5월 13일 |
| 2대  | KNN 날씨와 건강 | 2006년 5월 14일 ~ 현재            |

## 같이 보기
- 생방송 투데이
- KNN 생방송 투데이